# كهن أباد
كهن أباد (بالفارسية: کهن‌آباد) هي منطقة سكنية تقع في إيران في سمنان. يقدر عدد سكانها بـ 1,630 نسمة .